# Scilla forbesii
Espèce
Synonymes
- Chionodoxa forbesii Baker[1]
- Chionodoxa luciliae var. forbesii (Baker) Drude[1]
- Chionodoxa siehei Stapf[1]
- Chionodoxa tmolusi Whittall[1]
- Scilla siehei (Stapf) Speta[1]
- Scilla tmolusi (Whittall) Speta[1]

Scilla forbesii, la Scille de Forbes, est une espèce de plantes à fleurs vivace bulbeuse d'environ 15 cm de hauteur, de la famille des Asparagaceae et du genre Scilla, originaire de l'ouest de la Turquie. C'est une plante à floraison printanière.
Cette espèce est nommée en français de ses noms vulgarisés et normalisés « Scille de Forbes », et « Chionodoxa de Forbes » ainsi que de son nom vernaculaire « gloire des neiges ».

## Caractéristiques

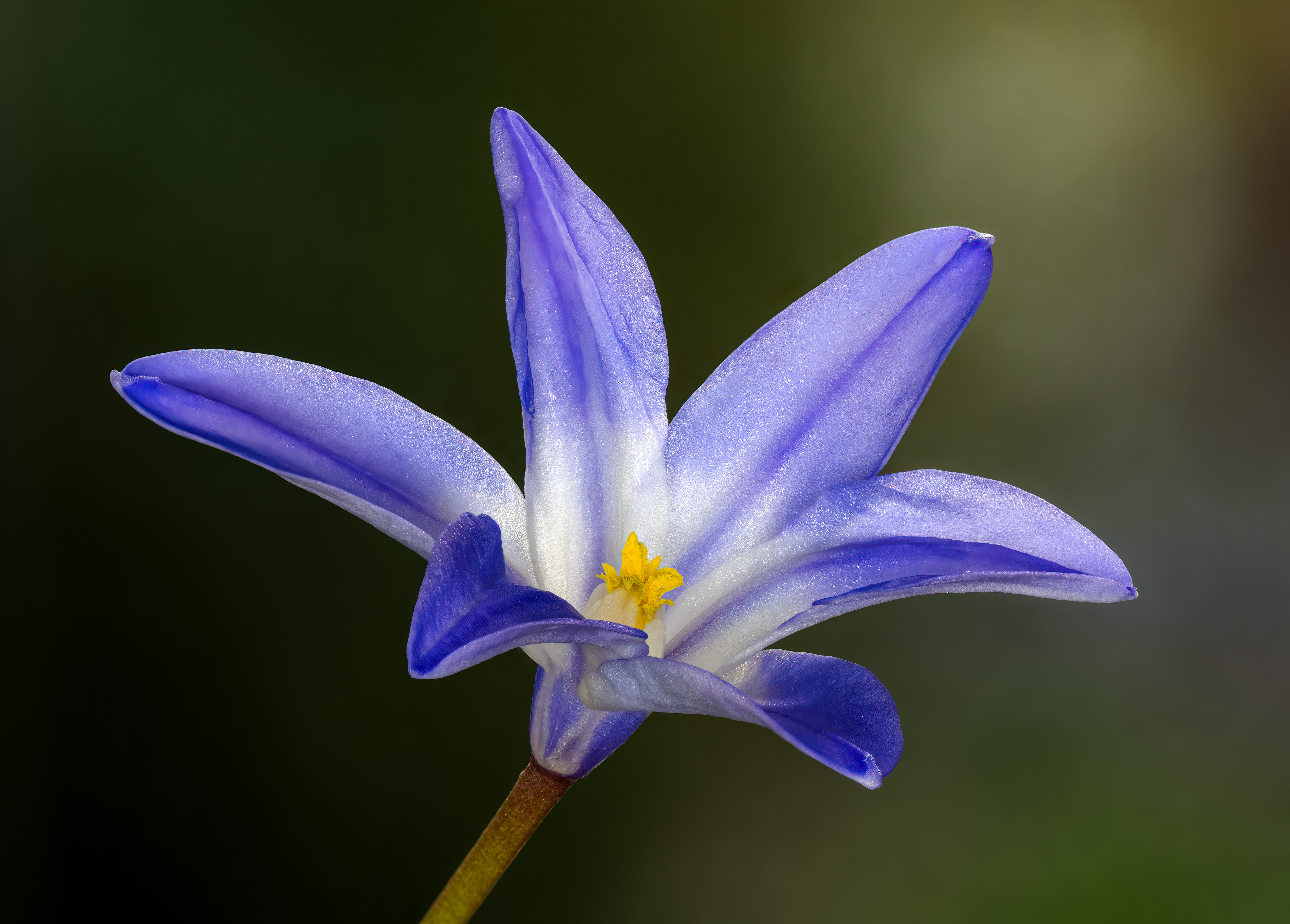
Fleur de scilla forbesii. Avril 2022.

Chaque bulbe produit des feuilles étroites, d'environ 12 cm de long sur 2 cm de large, et au plus une tige florifère d'environ 10,5 cm de long. Jusqu'à 12 fleurs sont rassemblées dans une grappe pyramidale. Les fleurs du bas sont tournées vers l'extérieur, les supérieures sont orientées vers le haut. Chaque fleur mesure 3 cm de diamètre, avec des tépales individuels de 1,3 cm de long. La base de chaque tépale est blanche (tout comme les filets des étamines), produisant un effet d'œil blanc au centre de la fleur. La partie externe des tépales est bleu foncé à bleu violet.
Comme tous les membres de l'ancien genre Chionodoxa, la base des étamines est aplatie et elles sont étroitement regroupées au milieu de la fleur. Chez les autres espèces de Scilla, les étamines ne sont pas aplaties ou regroupées.
Pour ceux qui font la distinction entre S. siehei et S. forbesii, S. forbesii se distingue en ayant moins de petites fleurs orientées vers le haut et elles sont d'un bleu profond plutôt que d'un bleu violet.
Après la floraison, la plante entre en dormance jusqu'au printemps suivant. Il[Qui ?] se sème facilement pour former des colonies.

## Taxonomie et classification

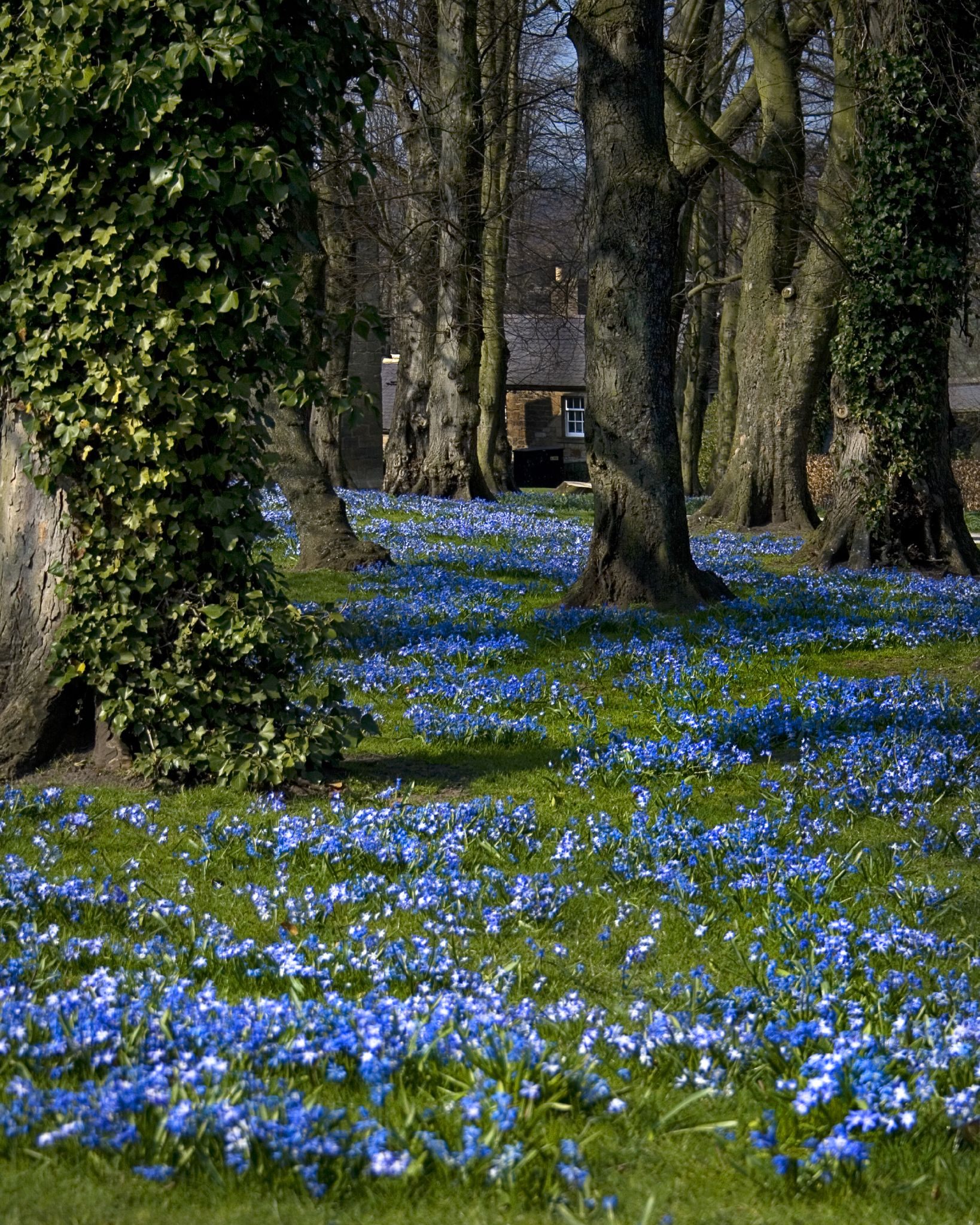
Scillia forbesii dans un parc britannique.

Cette espèce est considérée comme un synonyme de Scilla siehei, connue sous le nom de gloire des neiges de Siehe, par certaines sources, bien que d'autres les distinguent,. Elle appartient à un groupe d'espèces du genre Scilla qui étaient autrefois placées dans un genre distinct, Chionodoxa. On les traite maintenant comme la section Chionodoxa du genre Scilla.

## Écologie
Scilla forbesii, si on inclut S. siehei, est originaire de l'ouest et du sud de la Turquie. Yildirim et al. font la distinction entre S. forbesii et S. siehei, et fournissent deux aires de distribution légèrement différentes, pour chacune des espèces, en Turquie. On[Qui ?] dit que S. forbesii n'est présent que sur le mont Babadağ dans la province de Muğla, tandis que S. siehei ne se trouve que sur le mont Nif dans la province d'Izmir.

## Horticulture

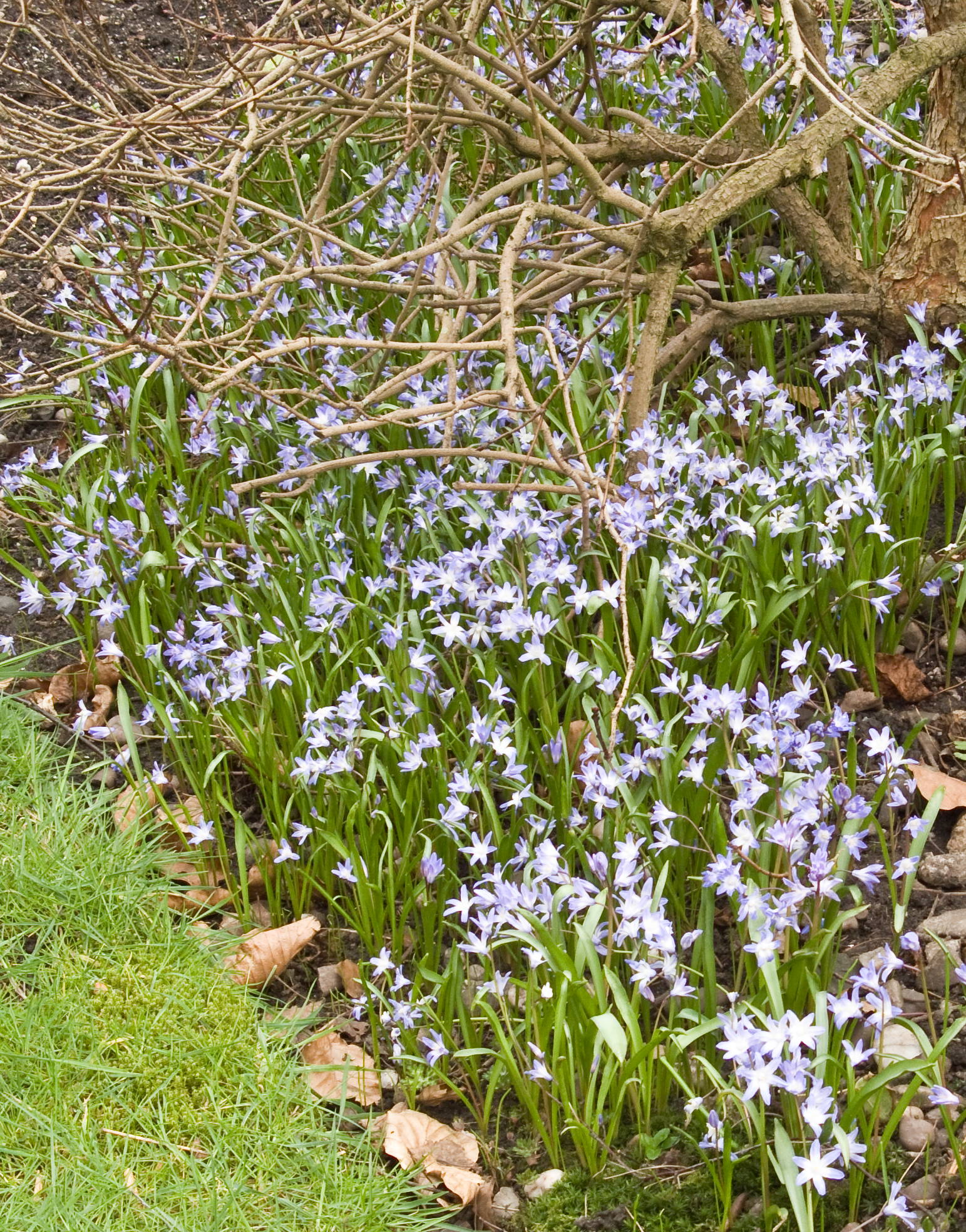
Plante naturalisée sous un arbuste à feuilles caduques. Floraison au début d'avril dans les Midlands de l'Ouest, Angleterre.

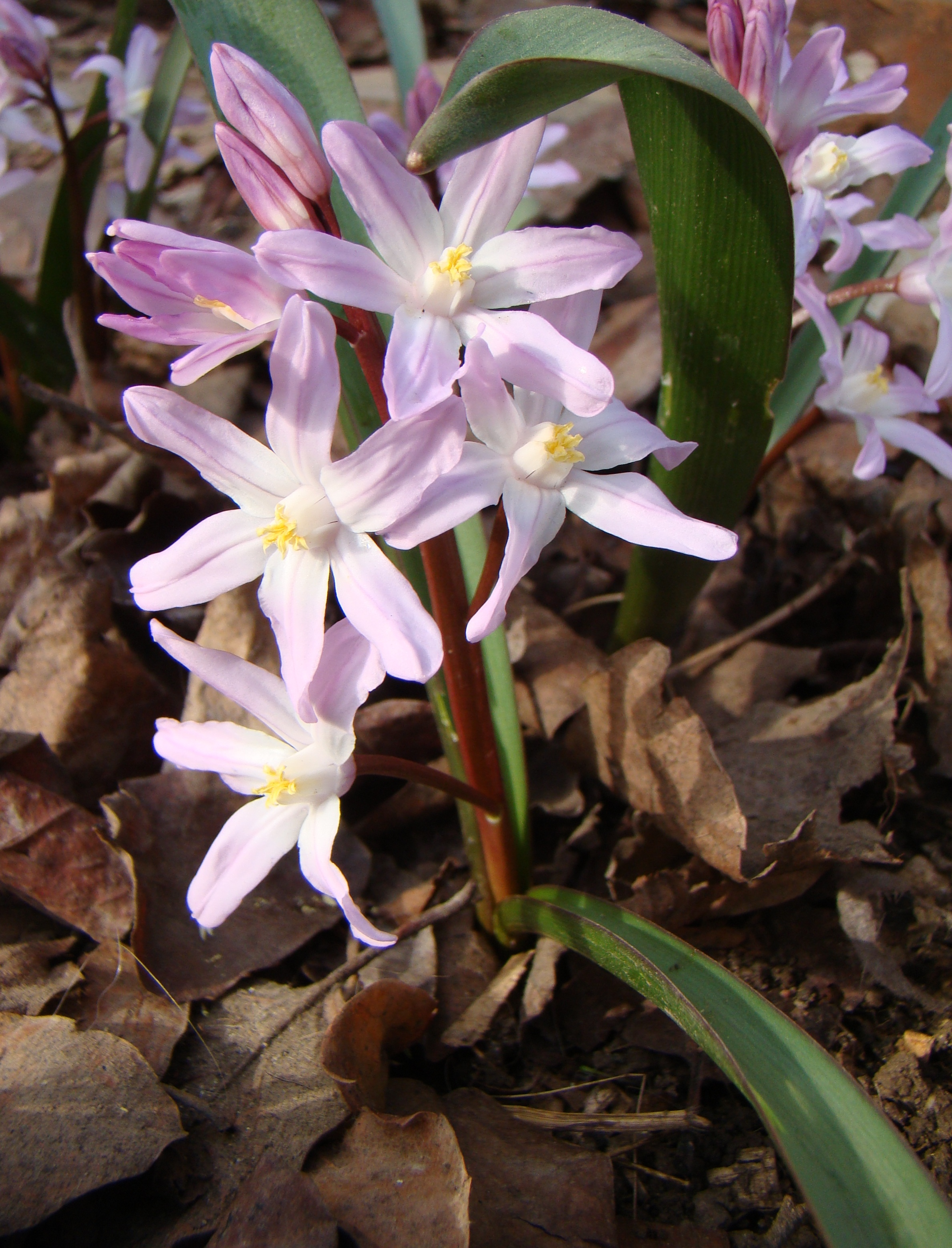
Scilla 'Pink Giant'

Scilla forbesii est une espèce commune, cultivée dans les jardins, où elle est souvent appelée à tort S. luciliae.
Scilla forbesii peut être achetée sous forme de bulbes (souvent sous les noms alternatifs Scilla luciliae, Chionodoxa luciliae, Scilla siehei ou Chionodoxa siehei) et plantée à la fin de l'été ou au début de l'automne à une profondeur de 8 à 10 cm. Elle a besoin de lumière lorsqu'elle est en croissance, mais peut être cultivée sous des arbres ou des arbustes à feuillage décidu, car la plante entre en période de dormance après la floraison. Elle fleurit du début au milieu du printemps. La forme la plus commune, aux fleurs bleues, se ressème facilement dans beaucoup de jardins, formant des colonies.
Scilla siehei, alors considérée comme une espèce distincte, a reçu le RHS Award of Garden Merit en 1993, qui a été reconfirmé en 2005. La variété alba porte des fleurs blanches et le cultivar 'Pink Giant' a des fleurs roses avec des centres blancs,.